# Orixà

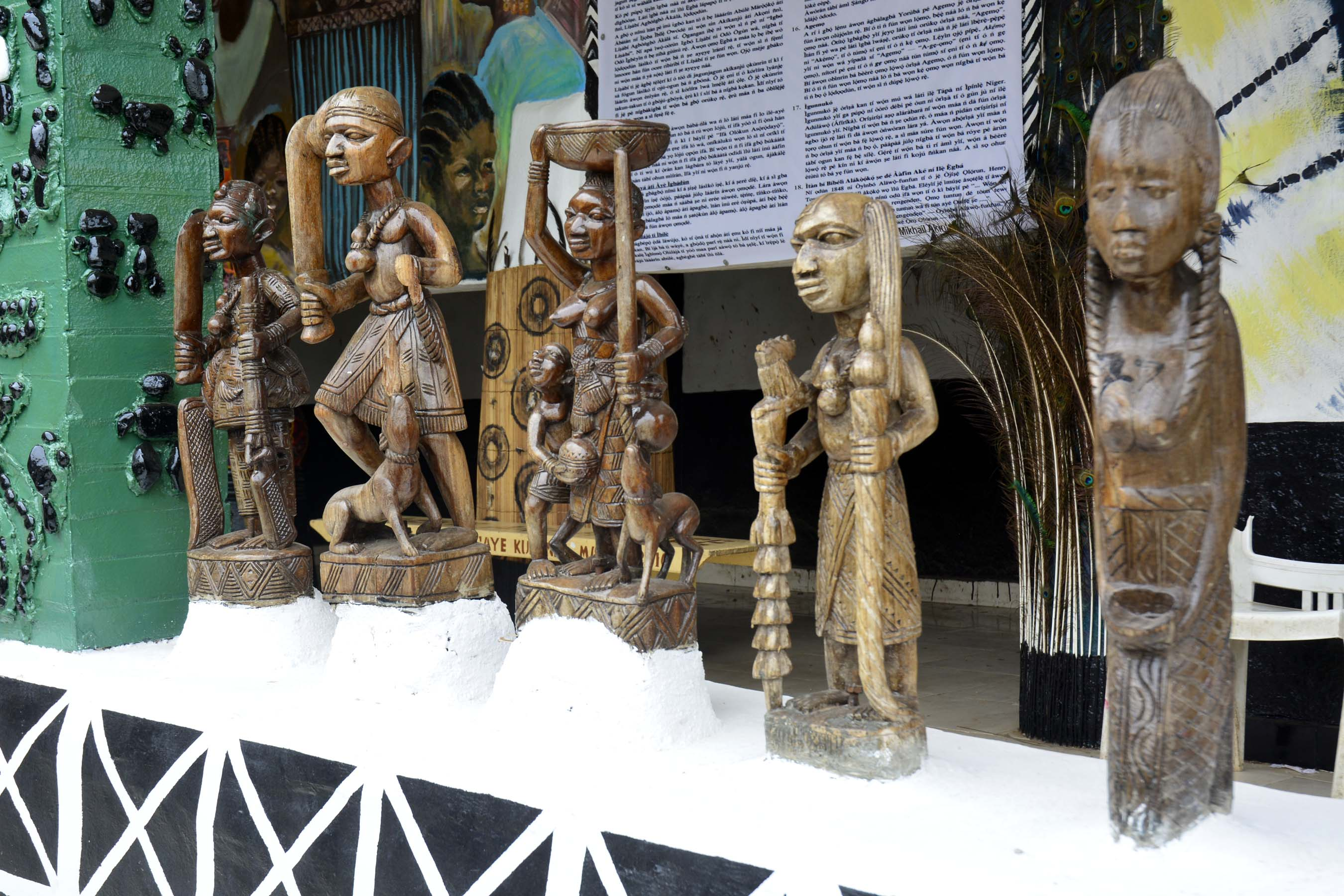
Estatuetes d'orixàs d'Abeokuta

Els orixàs (en ioruba, òrìṣà), coneguts com a orichá o orixá a l'Amèrica Llatina, són la forma humana dels esperits (Irunmọlẹ) enviats per Olodumare/Olorun/Olofi en la cosmologia ioruba. Els Irunmọlẹ estan destinats a guiar la creació i, sobretot, la humanitat sobre com viure i tenir èxit a la Terra (Ayé). Es diu que la majoria d'orixàs són deïtats existents anteriorment al món espiritual (Òrun) com Irunmọlẹ, mentre que d'altres es conta que foren humans que van ser reconeguts com a deïtats a la seva mort a causa de les gestes extraordinàries.
Molts orixàs viatjaren al Nou Món com a resultat del tràfic d'esclaus africans i ara s'expressen en pràctiques tan variades com la santeria, el candomblé, la trinitat orixà, la umbanda i l'oyotunji, entre d'altres. El concepte dels orisha és similar al de les deïtats de les religions tradicionals del poble Bini de l'Estat Edo al sud de Nigèria, del poble Ewe de Benín, de Ghana i de Togo, i dels Fon de Benín.

## Nombre
La tradició ioruba sovint diu que hi ha 400 + 1 orixàs, quantitat que es troba associada amb un número sagrat. Altres fonts suggereixen que el número és «tants com pots pensar més un (un nombre innumerable)». Les tradicions orals diferents refereixen a 400, 700, ò 1.440 orixàs.

## Creences
Els practicants creuen que la vida diària depèn de l'alineament i coneixement que es tengui del propi ori. El terme ori significa, literalment, cap, però en temes espirituals es fa servir per a referir-se a una porció de l'ànima que determina el destí personal.
Alguns orixàs es troben molt arrelats en l'adoració dels avantpassats: guerrers, reis i fundadors de ciutats foren adorats després de la seva mort i ascendits al panteó ioruba. L'adoració d'alguns orixàs basats en figures històriques es limita a la seva família o la seva ciutat d'origen, mentre que d'altres són venerats en àrees geogràfiques molt majors.

### Ashe
Ashe és la força vital que es troba en totes les coses, vives i inanimades. Se'l descriu com el poder que fa que les coses passin. És una expressió que es fa servir en les felicitacions i pregaries, així com un concepte de creixement espiritual. Els devots dels orìṣà s'esforcen en obtenir ashe a través dels iwa-pele i una naturalesa amable i bona que els permeti alinear-se amb l'ori, i que d'altres podrien anomenar pau interior i satisfacció amb la vida. Ashe és l'energia divida que ve d'Olodumare, la deitat creadora, i es manifesta a través d'Olorun, el governador dels cels i a qui s'associa amb el sol. Sense el sol no podria existir la vida, de la mateixa manera que tampoc pot fer-ho sense algun grau d'ashe. En ocasions s'associa l'ashe amb Eshu, el missatger òrìṣà. Per als practicants d'aquesta religió, l'ashe representa l'enllaç entre l'eterna presència de la suprema deitat, els orishas i els ancestres.
En la capoeira brasilera es fa referència, sovint, al concepte d'axé. En aquest context es fa servir com a salutació o comiat, en cançons i com a forma d'elogi. Dir que algú "té axé" en capoeira és una forma d'elogi de la seva energia, esperit de lluita i actitud.

## Panteó
Els orixàs es troben agrupats en dues grans categories: aquells representats pel color blanc, que es caracteritzen per ser tutu ("agradable, calmat, amable i equilibrat"); i aquells representats pels colors vermell o negre, que caracteritzen per ser gbigbona ("dur, agressiu, exigent, i temperamental"). De la mateixa manera que els humans, els orisha poden tenir preferència per un color, un menjar o un objecte. Els trets dels orixàs es troben documentats a través de la tradició oral.
- Aganju
- Ajaka
- Ayra (Ara en la llengua ioruba)

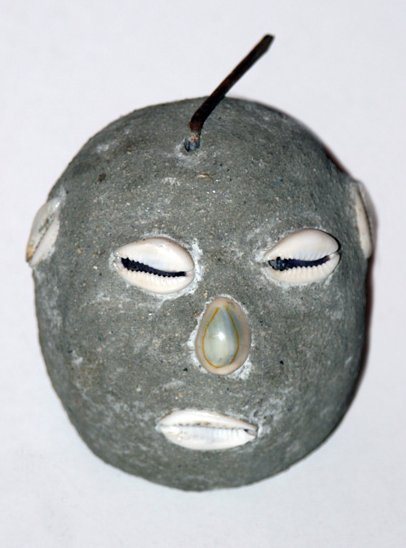
Representació de l'orixà Eleggua amb finalitats rituals

- Babalu Aye (Obaluaye en la llengua ioruba)
- Egungun
- Eleggua
- Erinle
- Eshu
- Ibeji
- Iroco (Iroko en la llengua ioruba)
- Iya Nla
- Logun Oda (Logunede en la llengua ioruba)
- Moremi
- Nana
- Oba
- Obatala
- Oduduwa
- Ogun
- Oke
- Oko
- Olokun
- Olumo (deitat patrona d'Abeokuta)
- Oranyan
- Oronsen (deitat patrona d'Owo).
- Orunmila
- Ori
- Osanyin
- Oshosi
- Oshun (deitat patrona d'Osogbo)
- Oshunmare (Osumare en la llengua ioruba)
- Otin
- Oya (deitat patrona del riu Níger)
- Shango (deitat patrona d'Oyo)
- Yemoja
- Yewa